# An den Brodbänken
An den Brodbänken ist eine Straße in der niedersächsischen Stadt Lüneburg.

## Lage
Die Straße verläuft in West-Ost-Richtung, sie beginnt Am Markt/Große Bäckerstraße und geht bis zur versetzten Kreuzung Koltmannstraße/Finkstraße. Die Länge der Straße beträgt etwa einhundert Meter. An der Ecke Am Markt ist das erste Haus an der nördlichen Straßenseite das Haus Bardowicker Straße 1, an der südlichen Seite das Haus Große Bäckerstraße 33. Nach diesem Haus beginnt die Nummerierung mit dem Haus An den Brodbänken 1a und geht mit An den Brodbänken 1 bis An den Brodbänken 7 weiter bis zur Ecke Finkstraße. Das Haus An den Brodbänken 8 befindet sich an der nördlichen Straßenseite an der Ecke Koltmannstraße. Von hier läuft die Nummerierung zurück bis zur Bardowicker Straße. Die Straße ist über die gesamte Strecke Fußgängerzone.

## Geschichte
Die Straße wurde das erste Mai im Jahre 1376 erwähnt. Der Name erinnert an die Verkaufsstände der Bäcker. Im 15. Jahrhundert wird die Straße in Urkunden „brodschrangen“ genannt. Die Bebauung der Straße ist gemischt, es gibt Bauten aus dem Spätmittelalter, aber auch aus dem Ende des 19. beziehungsweise dem Beginn des 20. Jahrhunderts.

## Baudenkmale
Die Quelle der IDs und der Beschreibungen ist der Denkmalatlas Niedersachsen.

| Lage                                             | Bezeichnung          | Beschreibung                                                                                 | ID       | Bild |
| ------------------------------------------------ | -------------------- | -------------------------------------------------------------------------------------------- | -------- | ---- |
| An den Brodbänken 1 53° 15′ 1″ N, 10° 24′ 34″ O  | Wohnhaus             |                                                                                              | 30666614 |      |
| An den Brodbänken 1a 53° 15′ 1″ N, 10° 24′ 34″ O | Wohn-/ Geschäftshaus |                                                                                              | 30666273 |      |
| An den Brodbänken 3 53° 15′ 1″ N, 10° 24′ 35″ O  | Wohnhaus             |                                                                                              | 30655641 |      |
| An den Brodbänken 4 53° 15′ 1″ N, 10° 24′ 36″ O  | Wohnhaus             |                                                                                              | 30666574 |      |
| An den Brodbänken 5 53° 15′ 1″ N, 10° 24′ 36″ O  | Wohn-/ Geschäftshaus |                                                                                              | 30666553 |      |
| An den Brodbänken 6 53° 15′ 1″ N, 10° 24′ 37″ O  | Wohn-/ Geschäftshaus |                                                                                              | 30666553 |      |
| An den Brodbänken 7 53° 15′ 1″ N, 10° 24′ 37″ O  | Wohn-/ Geschäftshaus |                                                                                              | 30598911 |      |
| An den Brodbänken 8 53° 15′ 2″ N, 10° 24′ 37″ O  | Wohn-/ Geschäftshaus |                                                                                              | 30666418 |      |
| An den Brodbänken 8a 53° 15′ 2″ N, 10° 24′ 36″ O | Wohn-/ Geschäftshaus |                                                                                              | 30666395 |      |
| An den Brodbänken 8 53° 15′ 2″ N, 10° 24′ 37″ O  | Hintergebäude        |                                                                                              | 30647559 | BW   |
| An den Brodbänken 9 53° 15′ 2″ N, 10° 24′ 36″ O  | Wohnhaus             | Zum Haus gehören ein Hofflügel mit der ID 30648961 und ein Hintergebäude mit der ID 30649584 | 30598911 |      |
| An den Brodbänken 11 53° 15′ 2″ N, 10° 24′ 35″ O | Wohnhaus             |                                                                                              | 30666333 |      |
| An den Brodbänken 12 53° 15′ 2″ N, 10° 24′ 34″ O | Wohnhaus             |                                                                                              | 30666310 |      |
| An den Brodbänken 13 53° 15′ 2″ N, 10° 24′ 34″ O | Wohnhaus             |                                                                                              | 30666291 |      |